# Aethelfrith
Æthelfrith odnosno Aethelfrith je anglosasko muško osobno ime. Nosilo ga je nekoliko vladara:
- Aethelfrith Northumbrijski (umro oko 616.), kralj Bernicije
- Aethelfrith Elmhamski (umro oko 745.), elmhamski biskup
- Aethelfrith od Wessexa (oko 870. – 927.), ealdorman u Merciji i vjerojatni unuk Æthelreda I.